# Jewell Parker Rhodes
Jewell Parker Rhodes (nascida em 1954 em Pittsburgh, Pensilvânia ) é uma romancista e educadora best-seller americana.
Ela é autora de sete livros para crianças, incluindo os best-sellers do New York Times Black Brother, Black Brother e Ghost Boys, que já recebeu mais de 30 prêmios e honrarias, incluindo o The Walter Award, o Indies Choice/EB White Read-Aloud Award e o Jane Addams Children's Book Award para leitores mais velhos. Rhodes também é autor de Paradise on Fire (vencedor do Green Earth Book Award), Towers Falling e da célebre Louisiana Girls Trilogy, que inclui Ninth Ward, vencedora do prêmio Coretta Scott King Honor, Sugar e Bayou Magic. Seu romance Bayou Magic é apresentado na terceira temporada da série Ghostwriter, premiada com o Emmy, da Apple TV+.
Rhodes escreveu seis romances adultos: Voodoo Dreams, Magic City, Douglass' Women, Season, Moon e Hurricane, bem como o livro de memórias Porch Stories: A Grandmother's Guide to Happiness e dois guias de escrita: Free Within Ourselves: Fiction Lessons for Autores negros e o guia afro-americano para escrever e publicar não-ficção . Uma reedição de Magic City, um romance sobre o massacre de Tulsa Race em 1921, foi lançada em 2021 em reconhecimento ao 100º aniversário.
Jewell é uma oradora regular em faculdades e conferências. A força motriz por trás de todo o trabalho de Jewell é inspirar justiça social, equidade e gestão ambiental.
Jewell é a Diretora Artística Fundadora do Virginia G. Piper Center for Creative Writing and Narrative Studies Professor e Virginia G. Piper Edowed Chair na Arizona State University. Ela foi premiada com um Doutorado Honorário em Letras Humanas da Carnegie-Mellon University.

## Biografia
Rhodes nasceu e foi criada em Manchester, um bairro predominantemente afro-americano no lado norte de Pittsburgh. Quando criança, ela era uma leitora voraz. Ela começou a faculdade como estudante de teatro, mas mudou para a escrita quando descobriu a literatura afro-americana pela primeira vez. Ela recebeu um bacharelado em crítica dramática, um mestrado em inglês e um doutorado em inglês (escrita criativa) pela Carnegie Mellon University.

## Estilo literário
Seu trabalho foi publicado na China, Coréia, França, Alemanha, Itália, Canadá, Turquia e Reino Unido e reproduzido em áudio e para os "Selected Shorts" da NPR. Ela tem sido uma palestrante de destaque no Runnymede International Literary Festival (Universidade de Londres-Royal Holloway), Santa Barbara Writers Conference, Creative Nonfiction Writers Conference e Warwick University, entre outros.
Sua ficção e ensaios recentes foram antologizados em Rise Up Singing: Black Women Writers on Motherhood (ed., Berry), In Fact: The Best of Creative Nonfiction (ed. Gutkind), Gumbo (ed., Golden and Harris) e Children of the Night: Best Short Stories By Black Writers (ed., Naylor), entre outros.
Muitos dos romances de nível médio de Rhodes se concentram em questões relacionadas à justiça social nas comunidades negras ao longo da história e eventos atuais com temas de comunidade. Em particular, Ghost Boys, concentra-se nas injustiças raciais que pertencem ao passado e ao presente, com o personagem principal experimentando a brutalidade policial e se conectando com o passado. O trabalho de Rhodes promove todas as pessoas dentro de uma comunidade a trabalharem juntas de maneira colaborativa, respeitosa e empática, demonstrando assim como os jovens leitores começam a autorrefletir, buscar informações e agir.

### Romances infanto-juvenis
- Nona Ala (2010)
- Açúcar (2014)
- Bayou Magic (2015)
- Torres caindo (2016)
- Meninos Fantasmas (2018)[4]
- Irmão Negro, Irmão Negro (2020)
- Paraíso em chamas (2021)
- Los Chicos Fantasmas (Ghost Boys Spanish Edition) (2022)

### Romances adultos
- Sonhos Vodu (1993)
- Cidade Mágica (1997)
- Mulheres de Douglass (2002)
- Season (anteriormente Voodoo Season ) (2005)
- Lua (anteriormente Lua Amarela ) (2008)
- Furacão (2011) [5]

### Não-ficção
- Livre dentro de nós mesmos: lições de ficção para autores negros (1999)
- The African American Guide to Writing and Publishing Non-Fiction (2001)
- Histórias da varanda: um guia para a felicidade da avó (2006) [5]

## Prêmios e honrarias
- 2003: American Book Award ( Douglas' Women )
- 2003: Black Caucus do American Library Award for Fiction ( Douglas' Women )
- 2003: Prêmio Literário PEN Oakland/Josephine Miles
- 2010: Prêmio de Ouro da Parents' Choice Foundation ( Nona Ala )
- 2011: Prêmio de Honra Coretta Scott King ( Nona Ala )
- 2014: Prêmio Livro Infantil Jane Addams ( Sugar )
- 2018: Prêmio EB White Read Aloud ( Garotos Fantasmas )
- 2018: NAIBA Livro do Ano ( Ghost Boys ) [5]
- 2019: Prêmio Walter Dean Myers de Melhor Literatura Infantil na categoria Jovens Leitores ( Ghost Boys )
- 2020: New England Book Award, Top 10 Kids' Indie Next Pick ( Black Brother, Black, Brother )
- 2021: Finalista, NAACP Image Award de Melhor Trabalho Literário para Jovens/Adolescentes ( Black Brother, Black, Brother )
- 2022: Green Earth Book Award ( Paradise on Fire )